# Извънредно обжалване

## Хипотези
Според член 102-II от Конституцията на Бразилия дадено съдебно решение може да бъде извънредно обжалвано пред Върховния федерален съд само ако за обжалваното решение е валидна една от следните хипотези:
1. противоречи на конституционна разпоредба;
2. обявява международен договор или федерален закон за противоконституционни;
3. обявява за валидни закон или акт на местна власт, оспорени в светлината на конституцията;
4. обявява за валиден акт на местната власт, оспорен в светлината на федерален закон.

## Характеристики
Извънредното обжалване е конституционен процедурен инструмент, чрез който се извършва проверка за възможно нарушаване на конституцията вследствие на съдебно решение, произнесено от съдебен орган. Това обжалване може да бъде отнесено до Върховния съд от всяка загубила дело страна.
Извънредното обжалване има няколко важни характеристики:
1. то се отнася направо до Върховния федерален съд, прескачайки други възможни апелативни инстанции;
2. неговото предназначение е преди всичко запазване на правовия ред, а не решаване на частен спор между две страни; въпреки че загубилата страна може да бъде удовлетворена от решението на извънредното обжалване, фактът, че обжалваното решение не удовлетворява загубилата страна, не е критерий за допустимост на обжалването ѝ до разглеждане по същество;
3. страните не са длъжни да представят материални доказателства при разглеждане на извънредното обжалване;
4. за да бъде разгледано по същество от Върховния съд, извънредното обжалване трябва да е препратено до него от инстанцията, чието решение се обжалва, и да получи одобрение като допустимо от самия Върховен съд;
5. въпреки че една от страните в делото внася извънредно обжалване на решението, обжалваното решение все още подлежи на незабавно изпълнение т.е. обжалването не спира изпълнението;
6. решението, подложено на извънредно обжалване пред Върховния федерален съд, може да бъде обжалвано едновременно и пред друг съд, доколкото то може да касае различни въпроси (не само от конституционен характер), поради което крайният срок за обжалване изтича петнадесет дни след произнасянето на решението, което ще се обжалва.

Преди приемането на Федералната конституция от 1988 г. извънредното обжалване е най-важната процедура от юрисдикцията на Върховния федерален съд на Бразилия.
До 2004 г. Върховният съд не е разполагал с формален механизъм за подбор на обжалванията, които са отнесени до него. Процедурата дотогава е изисквала върховните съдии задължително да разглеждат онази част от извънредните обжалвания, които председателите на съдилищата, произнесли обжалваните решения, препращат до Върховния съд след предварителен подбор. На обжалващите страни, чиито обжалвания не са препращани до Върховния федерален съд, не е оставало друго, освен да обжалват единствено решението на председателя на съда, с което обжалването им е срещало отказ за отнасяне до върховните съдии.
С 45-а поправка на Конституцията от 2004 г. са направени съществени изменения, изискващи всяко извънредно обжалване да преминава и през специална процедура за оценка за допустимост пред Върховния федерален съд, която се извършва на базата на „общото въздействие“ (Repercussão geral) на конституционното противоречие, разглеждано в делото, чието решение е обект на обжалване. Наличието на „общо въздействие“ е задължителен критерий за допускане на извънредното обжалване до разглеждане по същество. Ако Върховният федерален съд признае сериозността на „общото въздействие“ на обжалваното дело, той признава, че делото и съответното решение, обект на извънредно обжалване, пораждат последствия, които от правна, социална, политическа или икономическа гледна точка надхвърлят частния характер на конкретното дело. Поради тази причина обжалващата страна трябва ясно да демонстрира в молбата си наличието на релевантно общо въздействие на конституционния проблем, обект на делото ѝ, и ясно да посочи конкретните разпоредби на Конституцията, които смята за нарушени. В случай че Върховният съдът не открие такива, той отказва да разглежда обжалването с решение, взето с две трети от състава си.
Важен е и механизмът, с който се ограничава възможността вниманието на Върховния съд да бъде отвлечено с голям брой извънредни обжалвания на решения по дела, разглеждащи сходни въпроси. В този случай на съдилищата в страната е позволено да подбират и препращат до Върховния съд само определени обжалвания, които смятат за представителни за конкретния тип конституционен спор, и да задържат останалите сходни на тях обжалвания до момента, в който Върховният съд се произнесе по първите. Ако върховните съдии не намерят релевантно общо въздействие на препратеното им обжалване и то бъде отхвърлено като недопустимо, съдилищата прилагат това решение и към останалите сходни обжалвания, които не са препратили на Върховния съд. В случай че Върховният федерален съд разгледа обжалването по същество, то неговото окончателно решение се прилага от съдилищата и спрямо останалите сходни случаи.

## Правни последствия
Решението, с което Върховният федерален съд се произнася по дадено извънредни обжалване, е задължително единствено спрямо страните по делото т.е. решението поражда erga partes ефект. То не отменя закона, а го обявява за неприложим само за конкретния случай. Теоретично този закон продължава да действа, докато не бъде отменен по установения в конституцията ред.